# Nazionale maschile di football americano del Marocco
La nazionale di football americano del Marocco è la selezione maggiore maschile di football americano dell'AMFA, che rappresenta il Marocco nelle varie competizioni ufficiali o amichevoli riservate a squadre nazionali.
È stata organizzata dall'ANMFA fino al 2015; successivamente l'associazione non ha più organizzato incontri o rappresentative, per cui nazionale de facto è diventata la rappresentativa dell'AMFA.

## Risultati
Legenda: Grassetto: Risultato migliore, Corsivo: Mancate partecipazioni

## Dettaglio stagioni

### Amichevoli
| Stagione | Vin | Par | Per | Tot | PF | PS | avversaria        |
| -------- | --- | --- | --- | --- | -- | -- | ----------------- |
| 2013     | 1   | 0   | 0   | 1   | 14 | 0  | Neuchâtel Knights |
| 2019     | 0   | 0   | 1   | 1   | 0  | 36 | Tunisia           |
| Totale   | 1   | 0   | 1   | 2   | 14 | 36 |                   |

Fonte: americanfootballitalia.com

### Tornei

#### Campionato africano

##### Fase finale
| Stagione | regular season | regular season | regular season | regular season | regular season | regular season | playoff | playoff | playoff | playoff | playoff | playoff   | playoff    |
|          | Vin            | Par            | Per            | Tot            | PF             | PS             | Vin     | Per     | Tot     | PF      | PS      | risultato | avversaria |
| -------- | -------------- | -------------- | -------------- | -------------- | -------------- | -------------- | ------- | ------- | ------- | ------- | ------- | --------- | ---------- |
| 2014     |                |                |                |                |                |                | 1       | 0       | 1       | 26      | 6       | Campioni  | Egitto     |
| Totale   |                |                |                |                |                |                | 1       | 0       | 1       | 26      | 6       |           |            |

Fonte: americanfootballitalia.com

### Riepilogo partite disputate
| Anno             | Luogo     | Evento                 | Fase del torneo | Incontro                    | Risultato |
| 13 dicembre 2013 | Neuchâtel | Amichevole             |                 | Neuchâtel Knights - Marocco | 0 - 14    |
| 13 dicembre 2014 | Il Cairo  | Campionato africano    |                 | Egitto - Marocco            | 6 - 26    |
| 23 novembre 2019 | Tunisi    | Coupe du Grand Maghreb |                 | Tunisia - Marocco           | 36 - 0    |

## Confronti con le altre Nazionali
Questi sono i saldi del Marocco nei confronti delle Nazionali incontrate.

### Saldo positivo
| Nazionale | Giocate | Vinte | Pareggiate | Perse | PF | PS | Ultima vittoria | Ultimo pari | Ultima sconfitta |
| --------- | ------- | ----- | ---------- | ----- | -- | -- | --------------- | ----------- | ---------------- |
| Egitto    | 1       | 1     | 0          | 0     | 26 | 6  | 2014            | -           | -                |

### Saldo negativo
| Nazionale | Giocate | Vinte | Pareggiate | Perse | PF | PS | Ultima vittoria | Ultimo pari | Ultima sconfitta |
| --------- | ------- | ----- | ---------- | ----- | -- | -- | --------------- | ----------- | ---------------- |
| Tunisia   | 1       | 0     | 0          | 1     | 0  | 36 | -               | -           | 2019             |